# La Angostura (Chile)
La Angostura, es una localidad chilena ubicada en la Provincia del Huasco, Región de Atacama. De acuerdo a su población es una entidad que tiene el rango de  caserío. Esta localidad forma parte del Valle de El Tránsito, que antiguamente se conocía como Valle de los Naturales.

## Historia
Los antecedentes históricos de La Angostura son escasos, su nombre se deriva del angostura geográfica natural del Valle de El Tránsito en el punto denominado actualmente El Portillo.
La Hacienda de La Angostura constituía una explotación agrícola y ganadera, en ella se construlló una capilla y una casa patronal, así como dos molinos de agua.
En 1899 esta localidad era considerada como un caserío.

Angostura (La).- Caserío de unos cuantos habitantes, asentado en la parte estrecha del valle del río del Tránsito cercana á la aldea de la Pampa del departamento de Vallenar..
 Francisco Astaburuaga, 1899

Después de la creación de la Parroquia de Hiasco Alto en 1908, se construyen algunas capillas entre las que se encontraba La Angostura. 
En el sector de La Puntilla frente a la Capilla actual alrededor de 1900 existía la capilla pequeña detrás de la casa de José Dolores Seriche Diaz, la cual aparece en el libre de bautismos de 1925 como Oratorio.
En 1936 ya figura la actual Capilla “La Purísima” en La Angostura, la que era atendida por el padre Alonso García. Aquí existió un baile chino, pues se celebraba la Fiesta de La Purísima el 8 de diciembre.
En 1953 la Familia Seriche donó la capilla a la Parroquia.

## Turismo
La Angostura posee actualmente una bella iglesia que formaba parte de la Hacienda, así como dos molinos hidráulicos en sus proximidades.

## Accesibilidad y transporte
La Quebrada de Pinte se ubica a 15 km al interior del poblado de El Tránsito, 45 km del poblado de Alto del Carmen y a 90 km de la ciudad de Vallenar.
Existe transporte público diario a través de buses de rurales desde el terminar rural del Centro de Servicios de la Comuna de Alto del Carmen, ubicado en calle Marañón 1289, Vallenar.
Si viaja en vehículo propio, no olvide cargar suficiente combustible en Vallenar antes de partir. No existen puntos de venta de combustible en la comuna de Alto del Carmen.
A pesar de la distancia, es necesario considerar un tiempo mayor de viaje, debido a que la velocidad de viaje esta limitada por el diseño del camino. Se sugiere hacer una parada de descanso en el poblado de Alto del Carmen o en El Tránsito para hacer más grato su viaje.
Para visitar La Angostura y la parte superior del Valle de El Tránsito, se recomienda alojar en Alto del Carmen o en Chanchoquín Grande. 
El camino es transitable durante todo el año, sin embargo es necesario tomar precauciones en caso de eventuales lluvias en invierno.

## Alojamiento y alimentación
En la comuna de Alto del Carmen existen pocos servicios de alojamiento formales en Alto del Carmen y en Chanchoquín Grande, se recomienda hacer una reserva con anticipación.
En La Angostura no hay servicios de Camping, sin embargo se puede encontrar algunas facilidades para los campistas en Quebrada de Pinte y Chanchoquín Grande.
Los servicios de alimentación son escasos, existiendo en Alto del Carmen, Chanchoquín Grande y en El Tránsito algunos restaurantes.
En muchos poblados como El Tránsito y La Arena hay pequeños almacenes que pueden facilitar la adquisición de productos básicos durante su visita.

## Salud, conectividad y seguridad
La Angostura cuenta con servicio de electricidad, iluminación pública y red de agua potable rual.
En el poblado de  El Tránsito existe un Retén de Carabineros de Chile y una Posta Rural dependiente de la Municipalidad de Alto del Carmen
La Angostura no cuenta con servicio de teléfonos públicos rurales, ni señal para teléfonos celulares.
El Municipio cuenta con una red de radio VHF en toda la comuna en caso de emergencias, incluyendo La Angostura.